# Lissodynerus
Lissodynerus (лат.) — род одиночных ос (Eumeninae). Австралия, Юго-Восточная Азия.

## Описание
Осы средних размеров (около 1 см). Основная окраска чёрная со светлыми отметинами. Взрослые самки охотятся на личинок насекомых, которые служат кормом для развития собственных личинок осы. От близких родов отличаются следующими признаками: тергит II с хорошо развитой апикальной ламеллой; парастигма переднего крыла равна более половины длины птеростигмы, измеренной по задней части.

## Классификация
Род был выделен в 1993 году для вида Odynerus septemfasciatus Smith, 1857. Род включают в состав подсемейства Eumeninae. Близок к родам Ancistrocerus, Archancistrocerus, Orancistrocerus.
- Lissodynerus agilis (Smith, 1858)
- Lissodynerus ater Giordani Soika, 1995[7]
- Lissodynerus celebensis Selis, 2017[5]
- Lissodynerus desaussurei Borsato, 2003
- Lissodynerus duplofasciatus (Schulthess, 1934)
- Lissodynerus impulsus (Smith, 1865)
- Lissodynerus kurandensis Giordani Soika, 1995
- Lissodynerus laminiger (Gribodo, 1891)
- Lissodynerus nigripennis Giordani Soika, 1993
- Lissodynerus niveatus Giordani Soika, 1994[8]
- Lissodynerus pallidus Giordani Soika, 1995
- Lissodynerus philippinensis (Schulthess, 1913)
- Lissodynerus rutlandicus Kumar, Srinivasan & Carpenter, 2015
- Lissodynerus septemfasciatus (Smith, 1858)
- Lissodynerus simillimus Giordani Soika, 1995
- Lissodynerus Solomon Giordani Soika, 1995
- Lissodynerus trilaminatus Giordani Soika, 1995
- Lissodynerus vespoides (Williams, 1919)
- Lissodynerus wilhelmi Giordani Soika, 1996